# Аллея звёзд мюзиклов
«Алле́я звёзд мю́зиклов» — памятник достижений жанра мюзикла на российской сцене. Представляет собой тротуар с вмотированными в него памятными знаками (звёздами) с названиями различных мюзиклов. Расположен непосредственно перед центральным входом в театр «Россия» в северо-восточной части Пушкинской площади в городе Москве, Россия.

## История
Идея создать зону подобно «Голливудской аллеи славы» предложил театральный продюсер и генеральный директор «Stage Entertainment Russia» Дмитрий Богачёв. Изначально планировалось, что памятные знаки будут устанавливаться в честь конкретных артистов, композиторов, режиссёров и других деятелей, принимавших участие в создании мюзиклов и развитии жанра. Одним из первых обладателей такого знака мог стать Эндрю Ллойд Уэббер. Однако позже концепция изменилась: звёзды решили посвящать самим мюзиклам.
Закладка первых 22 памятных знаков прошла 4 сентября 2015 года. В ней приняли участие артисты и создатели постановок. Торжественное открытие аллеи состоялось в День города Москвы — 6 сентября — и ознаменовалось концертом «Московский Бродвей».

## Критерии отбора
Обладать звездой своего имени может тот мюзикл, который имеет ряд следующих качеств и особенностей:
- прокат мюзикла состоялся на российской сцене, на русском языке и с российскими артистами;
- коэффициент популярности постановки (количество спектаклей / число зрителей);
- значимость для развития жанра мюзикла в России.

## Список звёзд
| Номер | Изображение | Звезда мюзиклу         |
| ----- | ----------- | ---------------------- |
| 1     |             | «Обыкновенное чудо»    |
| 2     |             | «Ромео и Джульетта»    |
| 3     |             | «Красавица и чудовище» |
| 4     |             | «Времена не выбирают»  |
| 5     |             | «Иствикские ведьмы»    |
| 6     |             | «Чикаго»               |
| 7     |             | «Растратчики»          |
| 8     |             | «Монте-кристо»         |
| 9     |             | «Кошки»                |
| 10    |             | «Юнона и Авось»        |
| 11    |             | «Норд-Ост»             |

| Номер | Изображение | Звезда мюзиклу                |
| ----- | ----------- | ----------------------------- |
| 12    |             | «Зорро»                       |
| 13    |             | «Звуки музыки»                |
| 14    |             | «Русалочка»                   |
| 15    |             | «Нотр-Дам де Пари»            |
| 16    |             | «Продюсеры»                   |
| 17    |             | «Призрак Оперы»               |
| 18    |             | «Граф Орлов»                  |
| 19    |             | «Иисус Христос — суперзвезда» |
| 20    |             | «Mamma Mia!»                  |
| 21    |             | «Метро»                       |
| 22    |             | «12 стульев»                  |